# Salvelinus colii
Salvelinus colii är en fiskart som först beskrevs av Günther, 1863.  Salvelinus colii ingår i släktet Salvelinus och familjen laxfiskar. Inga underarter finns listade i Catalogue of Life.
Arten förekommer i flera insjöar och vattendrag i Irland som avvattnar mot Atlanten. Den registrerades bland annat i grevskapen Westmeath, Kerry, Clare, Galway, Mayo och Donega. Äggens befruktning sker i november och december.
Beståndet hotas av övergödning och av vattenförsurning. Dessutom har Salvelinus colii introducerade fiskar som fiender eller konkurrenter. IUCN kategoriserar arten globalt som nära hotad.